# テオドール・シュワン

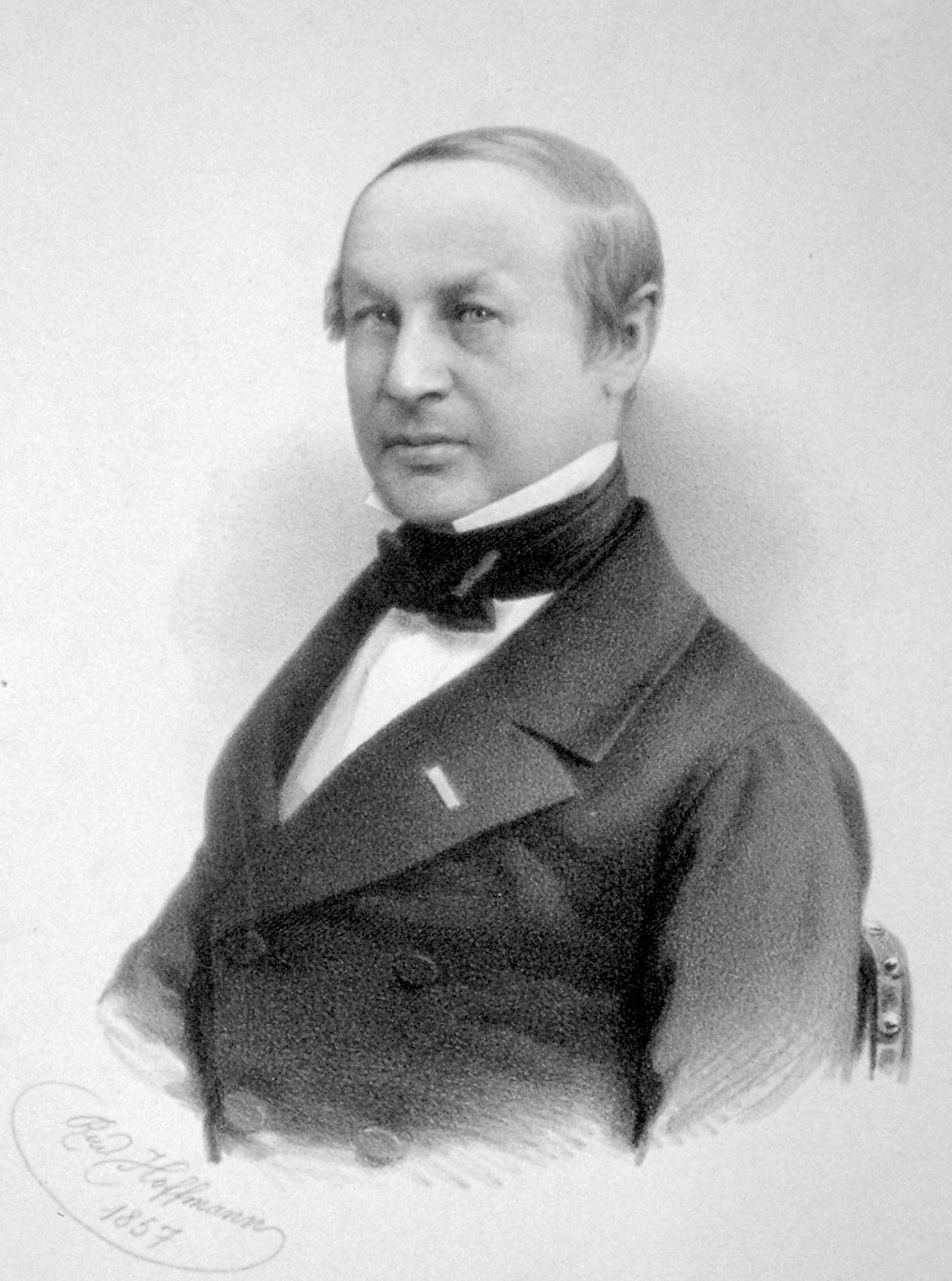
ルドルフ・ホフマンによって作られたシュワンのリトグラフ

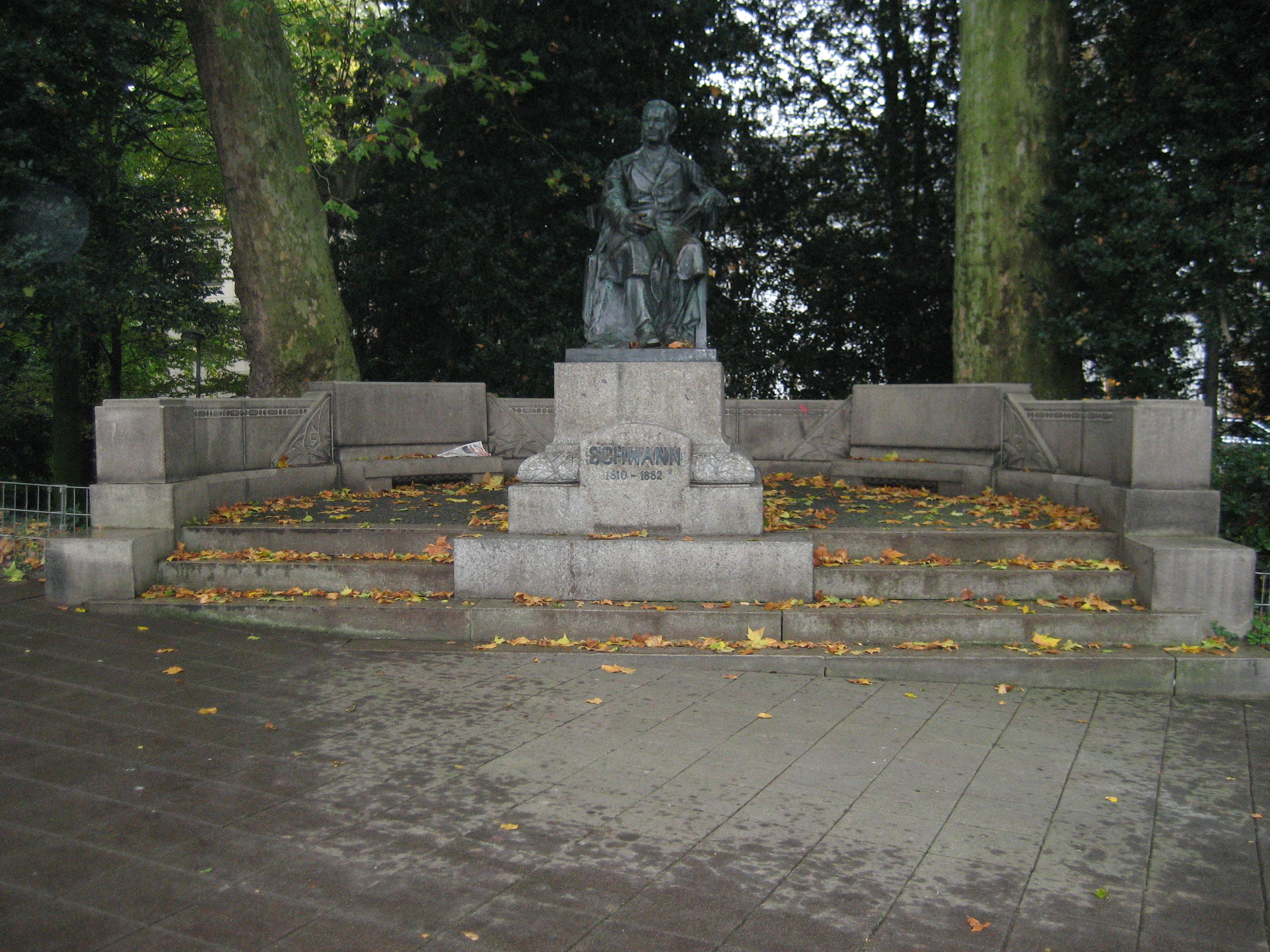
シュワンの生まれ故郷ノイスにある記念碑

テオドール・シュワン（ドイツ語:Theodor Schwann、1810年12月7日 - 1882年1月11日）は、フランス第一帝政（現:ドイツ）ノイス出身の生理学者、動物学者。動物に於ける「細胞説」の提唱者として著名だが、組織学にも貢献し組織学の創始者と言われる。
1836年に豚の胃の胃液からペプシンを発見。タンパク質に肉を溶かす働きがあることを確認し、「消化」を意味するギリシャ語の「ペプトス（πέψις）」に因んで「ペプシン」を命名した。
1838年にはシュワンと同じくフンボルト大学ベルリンで研究していた同国出身の植物学者マティアス・ヤーコプ・シュライデンと知り合い、シュライデンと食事をしていた所、植物の細胞の話になり、お互い「あらゆる生物は細胞から成り立っている」と言う意見が一致した。シュライデンは同年1838年に論文『植物発生論』の中で「植物は独立した細胞の集合体」であるとして植物の細胞説を、シュワンは1839年に論文『動物及び植物の構造と成長の一致に関する顕微鏡的研究』で動物の細胞説を提唱し、今日呼ばれる「細胞説」の提唱者として名高い。
その他の業績に、解剖学の分野でも末梢神経細胞の軸索を取り囲む神経膠細胞である「シュワン細胞」を発見したことや、生物に於ける化学的過程を意味する「代謝 （metabolism）」と言う言葉を造語した業績が挙げられる。
1845年にイギリス王立協会からコプリ・メダルが授与され、1875年にはプロイセン王国からプール・ル・メリット勲章が授けられた。

## 生涯
1810年12月7日、現在のドイツのノイスに金細工の仕事をしていた父レオンハルト・シュワン（Leonard Schwann）と母エリザベート（Elisabeth）の元に生まれる。大学に入る前までは神父を目指していたが、大学に入って自然科学の面白さに気付くと生物学の研究に専念するようになった。
はじめフンボルト大学ベルリンで同国出身の生理学者ヨハネス・ペーター・ミュラーの弟子として4年間学び、生理学、病理学を修めた。シュワンはミュラーの元で、アルブミンに対する胃液の作用は塩酸によるものではなく、肉から抽出した成分や唾液との反応とも異なると言う結論を導いている。1829年からはライン・フリードリヒ・ヴィルヘルム大学ボンやユリウス・マクシミリアン大学ヴュルツブルクで自然科学や医学を学び、1834年に研究者として再びフンボルト大学ベルリンに戻ってきた。
ニワトリ胚の呼吸を研究していたシュワンは、1836年に豚の胃からペプシンを発見・命名した。翌年の1837年には発酵の作用は微生物が原因と言う説を主張しており、フランスの生化学者ルイ・パスツールの研究の先駆けであったが、当時はあまり認められなかった。
1838年にはフンボルト大学ベルリンで研究を行い、同じくそこで研究を行っていたシュライデンと知り合い、上述した通り「細胞説」に確信を持つようになり、シュライデンは同年1838年に論文『植物発生論』の中で植物の細胞説を、シュワンは翌年1839年に論文『動物及び植物の構造と成長の一致に関する顕微鏡的研究』で動物の細胞説を提唱した。この時、シュライデンと話したシュワンは直ちに自分の研究室に戻り、脊索細胞を鏡検して細胞説に確信を抱いたと言われる。なお1838年にシュワンはベルギーのルーヴァン・カトリック大学に招かれ、教授として教鞭を執る傍ら糖とデンプンの発酵や、筋肉の特性と働き、神経細胞の研究を行っていた。シュワンは熱心なカトリック教徒であったため、ドイツの大学に招聘されても応じなかったと言うエピソードが残っている。
1845年にイギリス王立協会からコプリ・メダルが授与された。
1848年からは同じくベルギーのリエージュ大学で教授を務めた。
1875年にプロイセン王国からプール・ル・メリット勲章が授けられた。
晩年は質素な生活を送り、1882年1月11日にドイツのケルンで没した。彼の生まれ故郷であるノイスには彼の記念碑が建てられている。